# Попков, Дмитрий Арнольдович
Дми́трий Арно́льдович Попко́в (род. 10 марта 1972, Курган) — российский ортопед, руководитель Клиники нейроортопедии и системных заболеваний Национального медицинского исследовательского центра травматологии и ортопедии имени академика Г. А. Илизарова. Доктор медицинских наук (2005), профессор РАН (2018), иностранный член-корреспондент Парижской медицинской академии (2014).

## Биография
Дмитрий Арнольдович Попков родился 10 марта 1972 года в семье врачей в городе Кургане Курганской области.
В 1989—1995 годах обучался на лечебном факультете Челябинского государственного медицинского института (ЧГМИ, ныне Южно-Уральский государственный медицинский университет), который окончил с отличием.
После вуза работал в Российском научном центре «Восстановительная травматология и ортопедия» имени академика Г. А. Илизарова.
В 1998 году защитил диссертацию «Оперативное удлинение бедра в автоматическом режиме».
С 1 мая 1999 по 30 апреля 2000 проходил специализацию по ортопедии на рабочем месте в клинике Университета Нанси I (фр. Centre Hôspitalier Universitaire, Université Henri Poincaré, Nancy I), гор. Нанси, Франция, под руководством проф. Pierre Lascombes.
С 2007 по 2010 год работал в качестве детского ортопеда в университетской детской клинике (фр. Hôpital d’Enfants) и ассистента кафедры ортопедии медицинского факультета (фр. Faculté de Médecine) Университета Нанси I. При этом, помимо преподавания на кафедре ортопедии, читал лекции по детской хирургии в Нанси и в Париже (для слушателей программы последипломного образования).
В 2005 году защитил докторскую диссертацию «Оперативное лечение детей с врождёнными укорочениями нижних конечностей».
В 2011 году работал в отделении детской ортопедии Клинической больницы № 81 Федерального медико-биологического агентства в городе Северске Томской области.
В 2014 году был президентом и организатором Конгресса франкоязычных ортопедов (фр. Association des Orthopédistes de Langue Française) в гор. Санкт-Петербурге.
С 1 ноября 2016 года является руководителем Клиники нейроортопедии и системных заболеваний ФГБУ «РНЦ «ВТО» им. Г. А. Илизарова», объединяющей три травматолого-ортопедических отделения и научную лабораторию; с 25 февраля 2020 года ФГБУ «РНЦ «ВТО» им. Г. А. Илизарова» переименовано в ФГБУ «НМИЦ ТО имени академика Г. А. Илизарова». Врач травматолог-ортопед высшей категории.  В течение многих лет отец и сын Попковы активно сотрудничают.
Член нескольких ассоциаций медиков: EPOS (англ. European Paediatric Orthopaedic Society, входит там в состав научного комитета), AAOS (англ. American Academy of Orthopaedic Surgeons), SoFOP (фр. Societé Française de l’Orthopédie Pédiatrique), ASAMI (Ассоциация по изучению и применению метода Илизарова), АТОР (Ассоциации травматологов и ортопедов России).
Состоит в редакционной коллегии журнала «Гений ортопедии» (журнал индексируется Scopus).
С 26 августа 2021 года по причинам особого интереса, на основании решения Правительства, является гражданином Сербии.

## Профессиональные достижения
К научным достижениям Д. А. Попкова относятся:
- разработка общих принципов и практических методов реконструкции конечностей при врожденных аномалиях;
- клиническое внедрение метода интрамедуллярного (то есть локализующегося в веществе костного мозга) эластичного армирования в реконструктивную ортопедию;
- разработка (теоретическая, экспериментальная, клиническая) и внедрение имплантов с биологически активным покрытием;
- развитие новых методов хирургической коррекции опорно-двигательного аппарата, включая функциональные нарушения, у пациентов с нейроортопедической патологией.

На 2018 год Д. А. Попковым было опубликовано более 200 научных работ, в том числе в международных медицинских журналах, индекс Хирша — 12. Некоторые работы:
- E. N. Bolbasov, A. V. Popkov, D. A. Popkov, et al. // Osteoinductive composite coatings for flexible intramedullary nails // Materials Science and Engineering C, vol. 75, pp. 207–220 (2017).
- D. Popkov (ed.) // Combined stimulating methods of reconstructive surgery in pediatric orthopedics // Nova Science Publishers Inc., New York, 174 p., ISBN 978-1-63483-028-7 (2015).
- Д. А. Попков, В. А. Змановская, Е. Б. Губина, С. С. Леончук и др. // Результаты многоуровневых одномоментных ортопедических операций и ранней реабилитации в комплексе с ботулинотерапией у пациентов со спастическими формами церебрального паралича // Журнал неврологии и психиатрии имени С. С. Корсакова, т. 115, № 4, стр. 41—48 (2015).
- D. Popkov, T. Haumont, P. Journeau, P. Lascombes, A. Popkov // Flexible intramedullary nail use in limb lengthening // Journal of Pediatric Orthopaedics, vol. 30, № 8, pp. 910–918 (2010).
- Д. А. Попков // Применение интрамедуллярного армирования при удлинении конечностей // Вестник травматологии и ортопедии им. Н. Н. Приорова, № 2, стр. 65—69 (2005).

## Награды и премии, звания
Деятельность Д. А. Попкова была отмечена рядом премий и наград:
- Лауреат Государственной премии Российской Федерации для молодых учёных за выдающиеся работы в области науки и техники, 28 сентября 1999 года, за цикл трудов по разработке и обоснованию принципов реконструктивно-восстановительного лечения врождённой и приобретённой патологии опорно-двигательной системы[10].
- Почётное учёное звание «Профессор РАН», 2018 год[11].
- Иностранный член-корреспондент Парижской медицинской академии (Académie Nationale de Médecine), 25 ноября 2014 года, за развитие направления эластичного биоактивного остеосинтеза в реконструктивной хирургии конечностей и нейроортопедии[1]. Является единственным представителем России в данной престижной академии.
- Обладатель гранта Президента Российской Федерации для молодых докторов наук, 2006 год[8].
- Победитель конкурса на приз Фонда Поля Блэмона (фр. Pol Blaimont), за 2012 год, за цикл работ по применению эластичного интрамедуллярного армирования в реконструктивной ортопедии[8].

## Семья
- Отец, Арнольд Васильевич Попков, (род. 14 октября 1946, Челябинск), доктор медицинских наук, профессор, врач травматолог-ортопед высшей категории, главный научный сотрудник ФГБУ «НМИЦ ТО имени академика Г. А. Илизарова», коллега и ученик Г. А. Илизарова[12].
- Мать, Нина Владимировна Попкова, врач-кардиолог.